# Shahrestān di Qeshm
Lo shahrestān di Qeshm (farsi شهرستان قشم) è uno dei 13 shahrestān della provincia di Hormozgan, il capoluogo è Qeshm. Lo shahrestān è suddiviso in 3 circoscrizioni (bakhsh): 
- Centrale (بخش مرکزی), con le città di Laft, Qeshm e Dargahan.
- Shahab (بخش شهاب), con la città di Suza.
- Hormoz (بخش هرمز), con la città di Hormoz.